# Liliane Saint-Pierre
Liliane Saint-Pierre, nacida Liliane Keuninckx, (Diest, Brabante Flamenco, 18 de diciembre de 1948) es una cantante belga (flamenca).

## Carrera musical
Saint-Pierre comenzó su carrera en los años 60 cuando tenía 13 años con su éxito We gotta stop cantado en neerlandés. De nombre artístico Liliane, cantaba en inglés y neerlandés. Se convirtió en una cantante de éxito. Conoció a Claude François un cantante y productor francés. Liliane le pidió que la promocionase en Francia. Él aceptó pero decidió que Liliane era demasiado corto y añadió Saint-Pierre porque sonaba francés.

## Festival de Eurovisión
Liliane representó a Bélgica en el Festival de la Canción de Eurovisión 1987 celebrado en Bruselas donde cantó el tema pacifista "Soldiers of Love" en neerlandés. Acabó en el puesto 11 con 56 puntos. Liliane había intentado participar en dos ocasiones anteriores, en 1978 con la canción "Mélodie" para represetar a Luxemburgo y en 1981 con la canción "Brussel" para representar a Bélgica.

## Canciones
Liliane ha cantado en neelandés, francés e inglés.
- "Soldiers of Love", tema de Bélgica en Eurovisión 1987
- "We gotta stop"
- "Als je gaat"
- "Si tu pars"
- "De wereld stond stil"
- "Ik stop niet"
- "Jo Jo"
- "Kom dichterbij"
- "Liefde alleen"
- "Met jou wil ik de hemel zien"
- "Mijn grote liefde heet muziek"
- "Only you"
- "Sacha"
- "Rio"
- "Schreeuw in de nacht"
- "Ik wil alles met je doen"
- "Ik kom zacht naar je toe"
- "Aardsong"
- "Ziggy"
- "Verboden wensen"
- "Leider, Leider, Leider"
- "I'm having a party"
- "Wat moet ik doen"
- "Gevangen in jou"
- "Femme en colère"
- "Mijn leven"
- "This is my life"
- "Het verschil"
- "Chanson sentimentale, pour une fille sentimentale"
- "Hou van het leven"
- "Envie de vivre"
- "Alexandrie, Alexandra"
- "Brussel"
- "Mélodie"
- "Nog altijd" (a dúo con De Bende)
- "Ik vecht voor jou" (a dúo con Ignace)
- "Geef me tijd" (a dúo con Get Ready!)
- "I'll stand by you" (a dúo con Paco Garcia)
- "Run to me" (a dúo con Paco Garcia)
- "De Roos" (a dúo Paco Garcia)